# Берген-Бельзен
Бе́рген-Бе́льзен (нем. Bergen-Belsen) — нацистский концентрационный лагерь, располагавшийся в провинции Ганновер (сегодня — на территории земли Нижняя Саксония) в миле от деревни Бельзен и в нескольких километрах к юго-западу от города Берген.

## История
Был создан в мае 1940 как Шталаг 311 (нем. Stalag XI-C) для военнопленных из Бельгии и Франции. Первоначальное число заключённых — 600 человек.
В июле 1941 сюда поступили около 20 тысяч военнопленных из СССР, к весне 1942 18 тысяч из них скончались от голода, холода и болезней (выжило лишь 2 097 человек).
В апреле 1943 лагерь для военнопленных был закрыт и преобразован в концентрационный лагерь для содержания (Aufenthaltslager) тех узников, которые владели иностранными паспортами и которых можно было обменять на пленных германских подданных, содержащихся в лагерях союзников. Статус концентрационного лагеря получил 2 декабря 1944 года. Секция для больных заключённых, кто не мог уже больше работать в трудовых лагерях, была создана в марте 1944 года.
До маршей смерти в 1944-45 годы сюда свозили состоятельных евреев с возможностью дальнейшего выкупа. Изначальная вместимость не должна была превышать 15 000.
По мере того, как к Германии стали сдвигаться Восточные и Западные фронты, в Берген-Бельзен стали переводить заключённых из других лагерей, хотя лагерь не был оборудован для приёма такого количества узников. Из-за этого постепенно новоприбывших узников стали поселять в небольшие палаточные городки, что в конечном итоге привело к большой антисанитарии, которая, в свою очередь, поспособствовала тому, что в конце 1944 года в Берген-Бельзене произошла вспышка массовой эпидемии тифа. В декабре того года умерло 350 человек, в январе количество умерших достигло 800-1 000 человек, в феврале — 6 000-7 000, в марте — 18 168, в апреле — 18 355. Среди умерших был чешский художник и писатель Йозеф Чапек, Анна Франк и её сестра Марго. 1 марта комендант лагеря Йозеф Крамер послал группенфюреру СС Рихарду Глюксу (Richard Glücks), главе администрации концентрационных лагерей, письменную просьбу о помощи в решении продовольственных и иных проблем.
В итоге за 1943-45 годы здесь умерли около 50 тысяч заключённых, из которых 35 тысяч стали именно жертвами тифа. На фоне всего этого Берген-Бельзен имел очень высокую смертность среди заключённых, но при этом был одним из немногих лагерей, в которых не было газовых камер (которые в других лагерях стали первопричиной высокой смертности).
15 апреля 1945 года лагерь был добровольно сдан союзникам — 11-й дивизии Британских вооружённых сил. В течение двух недель после освобождения умерло 9 000 человек, а к концу мая — ещё 4 000. В конечном итоге лагерь был сожжён, чтобы остановить распространение эпидемии.

## Структура лагеря
Лагерь Берген-Бельзен состоял из 8 отдельных лагерей, каждый из которых был ограждён колючей проволокой, полностью изолирующей заключённых разных лагерей друг от друга.

### Лагерь для заключённых (Häftlingslager)
Когда в апреле 1943 года лагерь Берген-Бельзен был переведён в режим временного содержания заключённых, он состоял из бараков, которые ранее занимали военнопленные. В самом начале лагерь Häftlingslager был предназначен для содержания 500 заключённых-мужчин, которые выполняли работы по созданию лагеря для временного содержания узников-иностранцев, подлежащих обмену на германских военнопленных. Заключённые лагеря Häftlingslager должны были носить полосатую униформу и им полагалось работать до полного истощения. Первый транспорт с заключёнными для этого лагеря покинул концентрационный лагерь Бухенвальд 30 апреля 1943 года. Дополнительно к этому количеству, из концентрационного лагеря Нацвейлер-Штрутгоф 18 мая 1943 года была переведена группа французских заключённых. Начиная с марта 1944 года была создана специальная секция в лагере Häftlingslager, предназначенная для размещения больных узников или не способных более выполнять физическую работу — восстановительный лагерь (Erholungslager). В 1945 году больные узники со всех концентрационных лагерей Германии были переведены в эту секцию, где, оставаясь без адекватной медицинской помощи, они массово умирали. Эта секция также имеет название лагерь для больных (Krankenlager). Первый транспорт с узниками для Восстановительного лагеря прибыл 27 марта 1944 года — он доставил 1000 заключённых из лагеря Дора-Миттельбау. К моменту освобождения Берген-Бельзена лишь 57 из них ещё были живы. Около 200 заключённых лагеря Häftlingslager были убиты путём введения инъекции фенола (этим процессом руководил заключённый по имени Карл Рот (Karl Rothe), имевший статус «старшей медсестры» и поставленный в эту должность СС). Он был убит самими же узниками в сентябре 1944 года.

### Нейтральный лагерь (Neutralenlager)
Несколько сотен евреев из нейтральных к Германии стран (Испания, Португалия, Аргентина и Турция) жили в этом лагере. Со временем, заключенные высылались из лагерей в свои страны. Эти узники не должны были работать, а условия их содержания были приемлемыми. 

### Специальный лагерь (Sonderlager)
В этом лагере содержались несколько сотен (2300—2500) польских евреев (преимущественно из Варшавы, Львова (нем. Лемберг) и Кракова), депортированных сюда в середине июля 1943 года, так как они имели временные паспорта стран Южной Америки (например, Парагвай и Гондурас). Эти узники не должны были работать, но находились в строгой изоляции, так как «имели полное представление о действиях СС в Польше». 23 октября 1943 года транспорт с приблизительно 1700 польскими евреями из Sonderlager прибыл в лагерь смерти Освенцим. Другие были переведены в г. Виттель (Франция) для ожидания депортации в Южную Америку. В 1944 году ещё два транспорта были отправлены в Освенцим. В лагере остались лишь 350 из привезённых сюда польских евреев.

### Венгерский лагерь (Ungarnlager)
Этот лагерь был основан 8 июля 1944 года для содержания 1683 евреев из Венгрии. Условия их содержания были даже лучше, чем в Звёздном лагере (Sternlager) (см. ниже). Так, им было позволено носить обычную гражданскую одежду с изображением звезды Давида, они не должны были работать, выходить на перекличку, им обеспечивались относительно хорошие питание и уход. Эти узники также назывались «евреями с преимуществами» (Vorzugsjuden). Подобно Звёздному лагерю (Sternlager), венгерский лагерь имел еврейское самоуправление.

### Звёздный лагерь (Sternlager)
В период между январём и сентябрём 1944 года 3 670 евреев, преимущественно из Голландии, на восьми транспортах были переведены из голландского «транзитного лагеря» Вестерборк в Берген-Бельзен. Условия содержания в нём были лучше, чем в других лагерях Берген-Бельзена (за исключением Венгерского лагеря). Узники Звёздного лагеря (Sternlager) носили собственную одежду с нашитой жёлтой звездой Давида и должны были работать. В этом лагере находилась Ханнели Гослар, одна из подруг Анны Франк. Из депортированных нацистами 110 000 голландских евреев лишь 6 000 вернулись домой после войны. Более трети из тех голландских евреев, кто выжил в нацистских концентрационных лагерях, были узниками Звёздного лагеря в Берген-Бельзене.

### Палаточный лагерь (Zeltlager)
Этот лагерь был построен в начале августа 1944 года. Первоначально он использовался как транзитный лагерь для женщин, прибывающих из Польши. В конце октября — начале ноября 1944 года около 3 000 женщин были переведены из Освенцима в Берген-Бельзен и размещены в палатках. Анна Франк и её сестра Марго были переведены из Освенцима в октябре 1944 и с большой вероятностью были помещены именно в Палаточный лагерь. Из-за плохого состояния здоровья узников этого лагеря обычно не заставляли работать.

### Малый женский лагерь (Kleines Frauenlager)
Малый женский лагерь открылся в августе 1944 года и был предназначен для женщин, переведённых из Освенцима. К декабрю 1944 в Берген-Бельзене скопилось 15 257 узниц, 8 000 из которых были женщинами и девочками из Малого женского лагеря. В январе 1945 года Малый женский лагерь стал вторым лагерем для заключённых-мужчин. В то же самое время Берген-Бельзен расширяется — был создан новый лагерь для женщин.

### Большой женский лагерь (Großes Frauenlager)
В этом лагере находились 9 735 мужчин и 8 730 женщин (на 1 января 1945 года). К 15 января здесь уже находились 16 475 женщин, так что для их размещения потребовалось создать новый лагерь. Госпитальный лагерь, находившийся на территории лагеря для военнопленных, был совмещён с лагерем Берген-Бельзена, и его 36 бараков были использованы для размещения этих женщин. К 1 марта количество узниц-женщин в этом лагере возросло до 26 723, а к 15 марта — до 30 387 человек.

### Тренировочный армейский центр
Первоначально (в 1940 году) лагерь для военнопленных размещался в бараках тренировочного армейского центра. Затем лагерь для военнопленных расширился, превратившись собственно в концентрационный лагерь. Главный вход в лагерь Берген-Бельзен находится на расстоянии 1,5 км от тренировочного армейского центра.

## Передача лагеря британским войскам
Концентрационный лагерь Берген-Бельзен был добровольно передан на попечение 21-й армейской группе союзных сил (объединённое англо-канадское соединение) 15 апреля 1945 года приказом рейхсфюрера СС Генриха Гиммлера. Причиной было то, что Берген-Бельзен находился посередине военной зоны, в которой в последние дни Второй мировой Войны проходили сражения между британскими и германскими войсками, и в которой возникла опасность эпидемии тифа, способной поразить солдат обеих воюющих сторон. Кроме того, Гиммлер не желал сдачи лагеря советским войскам.
К 8 апреля 1945 года приблизительно 25 000-30 000 узников прибыли в лагерь Берген-Бельзен из других лагерей, расположенных на территории Нойенгамме (Neuengamme). К тому времени в Берген-Бельзене находилось уже 60 000 узников, часть из них была поселена в бараках находящегося поблизости центра армейской подготовки. Женевская конвенция гласила, что гражданские заключённые должны содержаться вне зоны военных действий, и лагеря, соответственно, должны быть эвакуированы или покинуты. Однако из-за эпидемии тифа в концлагере Берген-Бельзена не представлялось возможным вовремя провести эвакуацию его узников. Нельзя было и покинуть лагерь из-за угрозы распространения эпидемии тифа на солдат обеих воюющих сторон. Всё же в период между 6 и 11 апреля три транспорта с евреями (около 7 000 человек) были эвакуированы по приказу Гиммлера в нейтральные лагеря. Это были те узники, которые владели иностранными паспортами (по большей части голландские и венгерские евреи, еврейские узники — граждане нейтральных государств) и которых нацисты могли использовать для обмена на своих военнопленных.
Переговоры о передаче контроля над Берген-Бельзеном в руки британских вооружённых сил заняли несколько дней. Два германских офицера были посланы к британцам, чтобы объяснить, что 9 000 больных заключённых находятся в лагере и что в лагере нет воды, так как электрический насос был выведен из строя бомбовыми ударами союзных сил. Германцы предложили немедленно передать лагерь в руки британцев с тем, чтобы предотвратить распространение эпидемии тифа. В обмен германцы готовы отдать мосты через реку Аллер. Первоначально британское командование отказалось от таких условий соглашения, но затем всё же был найден компромисс. В ночь на 12 апреля соглашение о прекращении огня было подписано местным руководством вооружённых сил Германии и начальником штаба бригады, бригадным генералом Тэйлор-Балфуром (Taylor-Balfour) (по данным Эберхарда Кольба (Eberhard Kolb) в его книге «Берген-Бельзен в 1943-1945 годы»). Территория в 48 км² вокруг Берген-Бельзена, длиной 8 км и шириной 6 км, была объявлена нейтральной зоной. В соглашении было определено, что до прибытия британских войск лагерь должен охраняться подразделениями венгерских солдат и солдат регулярной армии вермахта. Этим подразделениям было обещано позволить вернуться в германскую зону в течение шести дней после вступления британцев в лагерь. Что касается солдат из числа СС, которыми комплектовалась охрана лагеря, то им было приказано оставаться на своих местах и выполнять свои обязанности до тех пор, пока британские войска не войдут в лагерь. В соглашении не было специальных оговорок насчёт дальнейшей судьбы этих эсэсовцев.
Одним из узников Берген-Бельзена, попавшим туда в начале февраля 1945 года из концентрационного лагеря Заксенхаузен, был Рудольф Кюстермейер (Rudolf Küstermeier) — свидетель происходящих событий:
Началась последняя фаза. Солдаты СС переодевались в гражданскую одежду, чтобы как можно скорее исчезнуть. Небольшие группы узников готовились к наведению порядка после смены власти. Но подразделения СС не желали уйти так просто. Они опубликовали воззвание (в особенности к германским и польским подданным) с предложением воевать на их стороне против союзных сил. Несколько дней спустя почти все немцы собрались вместе, и почти все старосты бараков и капо оставались с эсэсовцами на начало 14 апреля. Незадолго до описываемых событий стало известно о соглашении между британскими и немецкими офицерами о том, что территория лагеря считается нейтральной. Официально это не было провозглашено, но стали появляться очевидные признаки этого. Большинство людей из охраны СС исчезли, вместо них появились солдаты вермахта и венгерские солдаты. Оставшиеся солдаты СС выполняли специальную задачу по восстановлению лагеря и в особенности по массовому погребению трупов.

Тысячи трупов на разных стадиях разложения были свалены в кучи вокруг лагеря. Солдаты СС, в соответствии с последней задачей перед передачей лагеря в руки британцев, начали восстанавливать лагерь и хоронить трупы в общих могилах, вырытых в километре от лагерных бараков. В период между 11 и 14 апреля все узники, кто ещё мог работать, были привлечены к этим похоронам. Под аккомпанемент двух оркестров (состоящих, разумеется, из узников) 2 000 узников таскали трупы, используя полоски ткани и одежды и кожаные ремни, обёрнутые вокруг запястий или лодыжек трупа. Этот ужасное зрелище продолжалось 4 дня, с шести утра до захода солнца и наступления темноты. Тем не менее, ещё около 10 000 разлагающихся трупов оставались не захороненными. Больные заключённые были перемещены в госпиталь, расположенный на базе армейской подготовки в непосредственной близости от лагеря.
15 апреля 1945 лагерь Берген-Бельзен был добровольно сдан немцами офицеру британских вооружённых сил Деррику Сингтону (Derrick Sington), который впоследствии написал об этом событии небольшую книгу («Belsen Uncovered», published by Duckworth, London, 1946). Несмотря на все усилия британских военных медиков, около 13 000 узников скончались уже после передачи лагеря британцам. Как результат передачи управления Берген-Бельзеном британским вооружённым силам, этот лагерь стал первым нацистским лагерем смерти, получившим печальную известность у американских граждан.

## Персонал лагеря и его судьба
Первым комендантом лагеря был гауптштурмфюрер СС Адольф Хаас (Adolf Haas), ранее работавший в концентрационном лагере Нидерхаген-Вевельсбург (Niederhagen/Wewelsburg) недалеко от Падерборна (Paderborn). 2 декабря 1944 года его сменил гауптштурмфюрер СС Йозеф Крамер, ранее главный комендант лагеря смерти Освенцим. Крамер оставался на посту коменданта лагеря Берген-Бельзен до момента его освобождения.
Персонал лагеря Берген-Бельзен на момент его передачи британцам состоял из 80 человек. Комендант лагеря Йозеф Крамер был арестован в день освобождения лагеря, 15 апреля 1945 года. По некоторым данным, 20 из оставшихся охранников скончались вскоре после ареста из-за заражения тифом. 47 сотрудников охраны лагеря были арестованы на 17 апреля 1945 года. С троих из них — Николаса Йеннера (Nikolas Jenner), Пауля Штейнмеца (Paul Steinmetz) и Вальтера Мельхера (Walter Melcher) — обвинения были сняты до начала суда. Ещё один — Ладислав Гура (Ladislaw Gura) — по состоянию здоровья не мог принять участие в заседании суда. 14 июля 1945 года комендант Берген-Бельзена и 43 его подчинённых (включая 12 заключённых-капо, которым руководство лагеря доверило функцию надзора над остальными узниками) предстали перед судом Британского военного трибунала в г. Люнебург, Германия.
Часть людей из охраны Берген-Бельзена до этого работала в лагере смерти Освенцим, поэтому некоторые узники Берген-Бельзена, переведённые сюда из Освенцима, имели возможность свидетельствовать против этих охранников. Поэтому на судебном процессе были предъявлены два основных пункта обвинения в совершении военных преступлений и преступлений против человечности в период с 1 октября 1942 года по 30 апреля 1945 года: в лагере Берген-Бельзен и в лагере Освенцим. Защитниками подсудимых выступали 11 британских адвокатов и 1 польский.
Подсудимые занимали различные должности в системе иерархии персонала этих лагерей и обвинялись в том, что действовали согласно общему умыслу, нацеленному на убийства и плохое обращение с заключёнными, то есть на совершение преступлений. Их вина в каждом случае устанавливалась на основе следующих критериев:
1. Существования организованной системы, нацеленной на плохое обращение с задержанными и совершение в их отношении различных преступлений;
2. Понимания обвиняемыми характера этой системы;
3. Том факте, что обвиняемые активно участвовали в работе системы, то есть поощряли, оказывали пособничество и подстрекали, или в любой другой форме участвовали в реализации проекта уголовного преступления.

Обвиняемые были признаны соучастниками жестоких преступлений из-за их властного положения в структуре концлагеря и потому, что они, по международному праву, обладали полномочиями заботиться о заключённых и делать их жизнь удовлетворительной, но не воспользовались этой возможностью. В этом случае объективная сторона (actus reus) преступления выражалась в активном участии обвиняемых в репрессивной системе (в той степени, в которой это могло быть установлено из должностных полномочий и конкретных функций, которые выполнял каждый из обвиняемых). Субъективная же сторона (mens rea) включала два следующих элемента: знание характера системы и общее намерение, выраженное в согласованном проекте плохо обращаться с заключёнными.
По обоим пунктам обвинения (преступления как в Берген-Бельзене, так и в Освенциме) были признаны виновными 6 человек:
- комендант лагеря Йозеф Крамер (повешен 13 декабря 1945 года),
- Фриц Кляйн (Fritz Klein) (повешен 13 декабря 1945 года),
- Ирма Грезе (Irma Grese) (повешена 13 декабря 1945 года),
- Элизабет Фолькенрат (Elisabeth Volkenrath) (повешена 13 декабря 1945 года),
- Петер Вайнгартнер (Peter Weingartner) (повешен 13 декабря 1945 года),
- Хильда Лобауэр (Hilde Lohbauer) (10 лет заключения).

Только по первому пункту обвинения (преступления в Берген-Бельзене) были признаны виновными 20 человек:
- Карл Францио (Karl Francioh) (повешен),
- Анкор Пинхен (Anchor Pinchen) (повешен),
- Франц Штофель (Franz Stofel) (повешен),
- Вильгельм Дёрр (Wilhelm Dörr) (повешен),
- Эрих Цоддель (Erich Zoddel) (пожизненное заключение),
- Герта Элерт (Herta Ehlert) (15 лет заключения),
- Отто Калессон (Otto Calesson) (15 лет заключения),
- Хелена Коппер (Helena Kopper) (15 лет заключения),
- Ильзе Форстер (Ilse Forster) (10 лет заключения),
- Герта Боте (Herta Bothe) (10 лет заключения),
- Фрида Вальтер (Frieda Walter) (3 года заключения),
- Ирене Хашке (Irene Haschke) (10 лет заключения),
- Гертруд Фист (Gertrud Fiest) (5 лет заключения),
- Гертруд Зауэр (Gertrud Sauer) (10 лет заключения),
- Хильде Лизивиц (Hilde Lisiewitz) (1 год заключения),
- Иоганна Рот (Johanne Roth) (10 лет заключения),
- Анна Хемпель (Anna Hempel) (10 лет заключения),
- Владислав Островоски (Vladislav Ostrowoski),
- Медислав Бурграф (Medislaw Burgraf),
- Антони Аурдзег (Antoni Aurdzieg) (10 лет заключения),
- Аннелиза Кольманн (Anneliese Kohlmann) (2 года заключения).

Только по второму пункту обвинения (преступления в Освенциме) были признаны виновными 4 человека:
- Иоганна Борманн (Juana Bormann) (повешена 13 декабря 1945 года),
- Франц Хёсслер (Franz Hoessler) (повешен),
- Генрих Шрайрер (Heinrich Schreirer) (15 лет заключения),
- Станислава Староска (Stanislawa Staroska) (10 лет заключения).

Были полностью оправданы 14 человек: Ильзе Лоте (Ilse Lothe), Георг Крафт (George Kraft), Йозеф Клиппель (Josef Klippel), Оскар Шмедитц (Oscar Schmedidzt), Фриц Матес (Fritz Mathes), Карл Эгерсдорф (Karl Egersdorf), Вальтер Отто (Walter Otto), Эрик Барш (Eric Barsch), Игнац Шломойвиц (Ignatz Schlomoivicz), Ида Форстер (Ida Forster), Клара Опиц (Klara Opitz), Шарлотт Кляйн (Charlotte Klein), Хильдегард Хальмель (Hildegard Halmel) и Антон Полански (Anton Polanski).